# Michael Goldberg (matemático)
Michael Goldberg (1902-1990) fue un matemático estadounidense de orígenes judeopolacos, conocido por haber desarrollado la familia de los denominados poliedros de Goldberg, formados por caras pentagonales y hexagonales exclusivamente.

## Semblanza
Goldberg nació en la ciudad de Nueva York en 1902, siendo el primer hijo nacido en América de una familia formada por inmigrantes polacos. Crecido en Filadelfia, obtuvo su graduación como ingeniero eléctrico de la Universidad de Pensilvania en 1925. Comenzó a trabajar para el departamento de artillería de la Marina de los Estados Unidos, actividad que compaginó con la obtención en 1929 de un doctorado en matemáticas por la Universidad George Washington.
Gran aficionado a las matemáticas y miembro de la Asociación Matemática de los Estados Unidos, publicó más de 60 artículos casi siempre relacionados con cuestiones geométricas, abordando temas tan variados como problemas de disección, diseño de enlaces mecánicos, piezas en rotación y problemas de empaquetamiento.
El descubrimiento de la forma de generar los poliedros de Goldberg data de 1937, y también es destacable su artículo de 1967 sobre el problema clásico de los círculos de Malfatti, debido a su análisis de anteriores planteamientos incompletos o erróneos que daban incorrectamente por zanjada la cuestión.
Falleció a los 88 años de edad en 1990.